# Gustave Drouineau
Gustave Drouineau (* 22. Februar 1798 in La Rochelle; † 19. April 1878 ebenda) war ein französischer Schriftsteller.

## Leben und Werk
Gustave Drouineau unterrichtete von 1817 bis 1819 in Civray. Dann ging er für ein Jurastudium nach Paris und versuchte, mit den Dramen Antigone und Fiesque die Bühnen zu erobern. Als seine Werke abgelehnt wurden, polemisierte er in Schriften gegen die Erfolgsautoren wie Casimir Delavigne. Zwar hatte er 1826 Erfolg mit der Tragödie Rienzi und brachte bis 1829 drei weitere Stücke zur Aufführung (L’Espion, L’Écrivain public und Le Fou), doch dann wurde ihm Don Juan abgelehnt und das Stück Françoise de Rimini von der Zensur verboten. Er schrieb den Roman Ernest ou Le Travers du siècle (1829), der als Vorläufer von Balzacs Verlorene Illusionen angesehen und 1996 wieder aufgelegt wurde. Als anerkannter Schriftsteller war Drouineau Gast im Salon der Madame Récamier.
Ab 1829 war er durch den Tod seiner jungen Frau, die Aufregungen der Julirevolution von 1830 (für die er in vorderster Front eintrat), die Choleraepidemie von 1832 und einen Hang zur Überarbeitung zunehmend psychisch angegriffen. Zwar schrieb er noch bis 1834 drei Bücher im Dienste einer von ihm gegründeten neuchristlichen Sekte (darunter den Roman Résignée, der 1973 nachgedruckt wurde), doch litt er schon ab 1832 unter Halluzinationen. 1835 musste er endgültig nach La Rochelle zurückkehren. Noch im gleichen Jahr wurde er als psychisch krank interniert. Direktor der für die Zeit modernen psychiatrischen Klinik war der Vater von Eugène Fromentin. Drouineaus eigener Bruder gehörte später zu dem Ärzteteam. Drouineau lebte in geistiger Umnachtung noch 44 Jahre. Er starb im Alter von 80 Jahren.

## Werke (Auswahl)
- Épître à Casimir Delavigne, sur ses ouvrages. Paris 1823.
- Épître à quelques poètes panégyristes. Paris 1824.
- Rienzi, tribun de Rome. Tragédie en 5 actes. Barba, Paris 1826.
- Ernest ou Le travers du siècle. T. Dehay, Paris 1829. Le Croît vif, Paris 1996. (Roman)
- Résignée. 2 Bde. Gosselin, Paris 1833. Slatkine, Genf 1973. (Roman)